# Hapsidophrys lineatus
Hapsidophrys lineatus är en ormart som beskrevs av Fischer 1856. Hapsidophrys lineatus ingår i släktet Hapsidophrys och familjen snokar. Inga underarter finns listade i Catalogue of Life.
Arten förekommer i Afrika direkt söder om Sahelzonen. Honor lägger cirka fyra ägg per tillfälle. Utbredningsområdet sträcker sig söderut till norra Angola och österut till västra Kenya. Arten lever i låglandet och i bergstrakter upp till 1800 meter över havet. De vistas i skogar och buskskogar, ofta nära vatten. Hapsidophrys lineatus klättrar i träd och har groddjur samt ödlor som föda.
Flera exemplar dödas i trafiken. Hela populationen anses vara stor. IUCN listar arten som livskraftig (LC).